# Druva

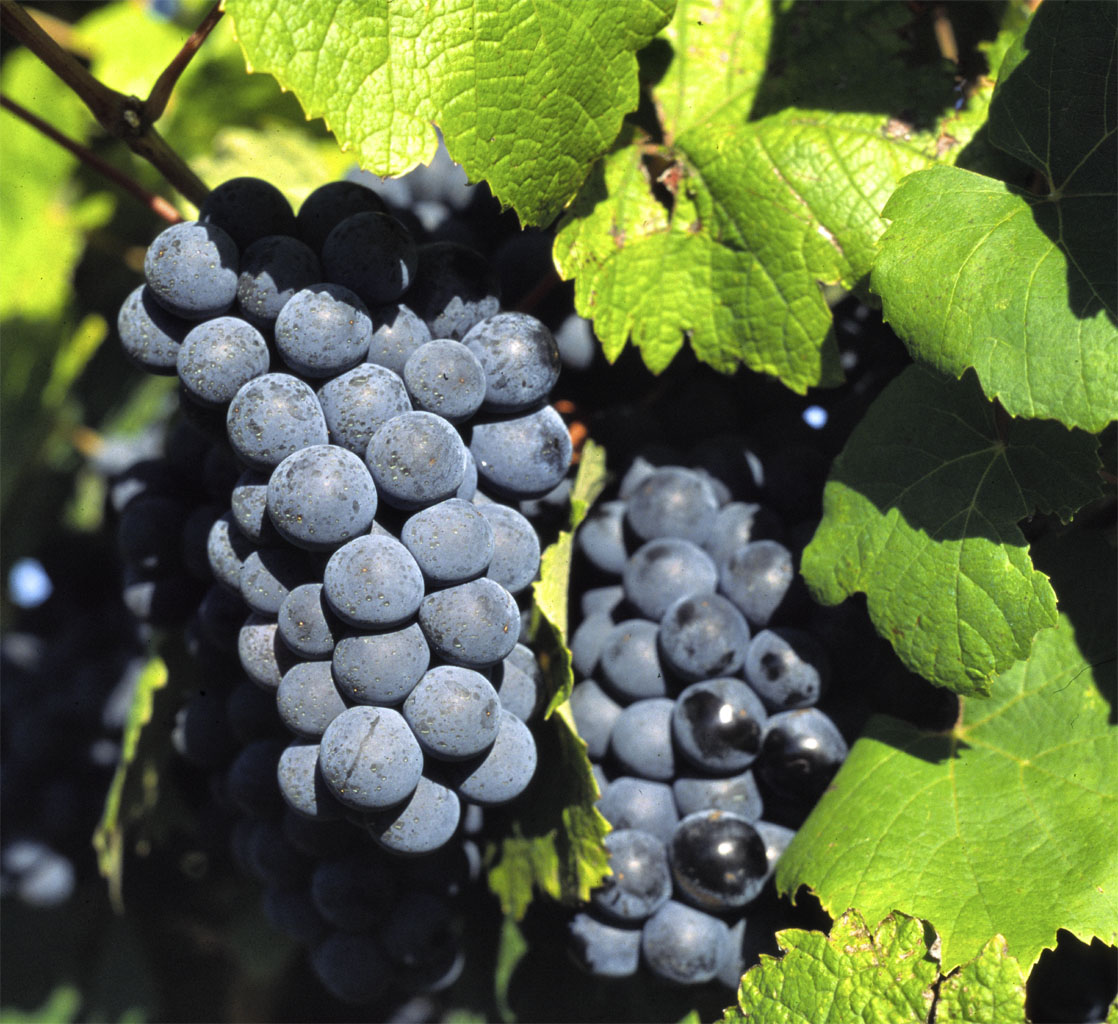
En klase druvor av arten Vitis vinifera.

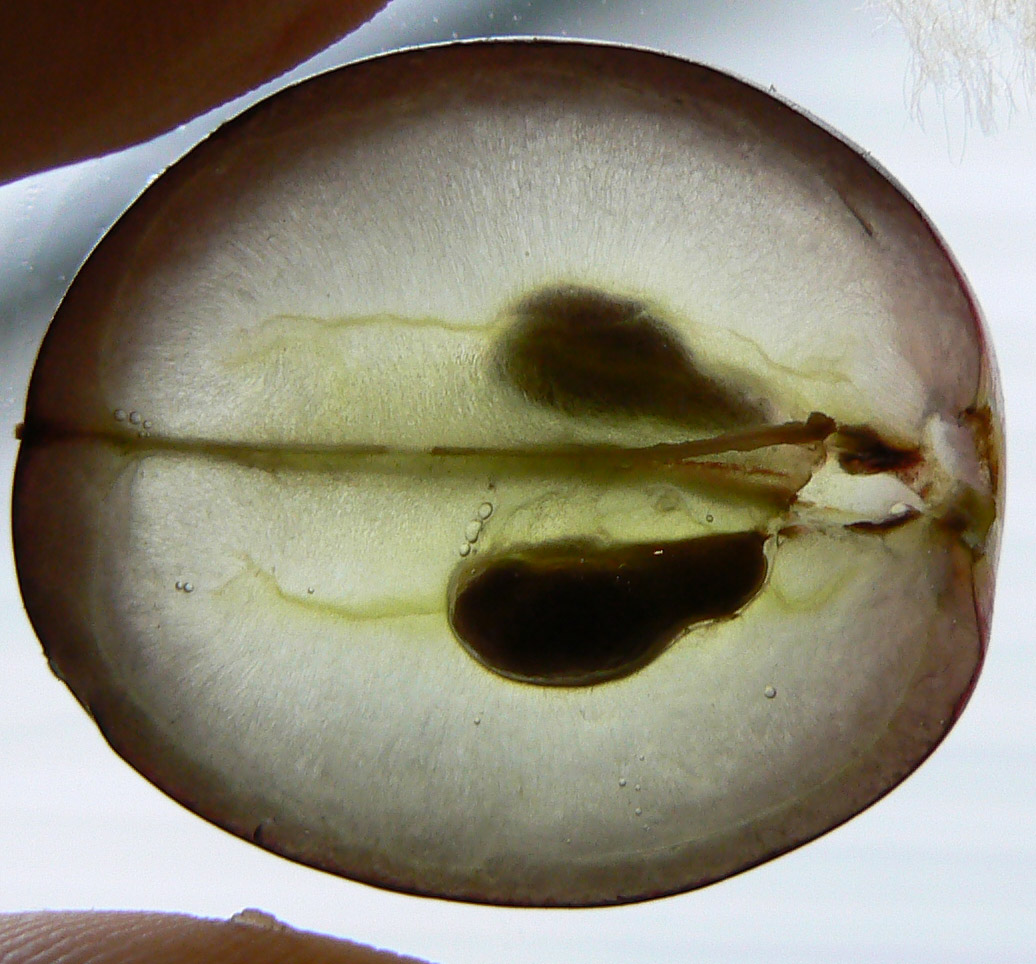
En blå druva i genomskärning. I många fall är endast skalet mörkfärgat hos blå druvor, och fruktköttet närmast färglöst.

Druva är frukten hos flertalet arter i familjen vinväxter (Vitaceae), och i synnerhet vinsläktet (Vitis). Druvan är ett äkta bär, som kan variera mycket i färg, storlek, sötma och saftighet. Vanliga färger är gula, röda, gröna och blå, och de brukar vara ovala eller avlånga. Druvor växer normalt i klasar.
Druvor används för framställning av vin och russin samt som bordsdruvor, det vill säga druvor som är avsedda att ätas färska. Det är vanligt att kärnfria vindruvor används som bordsdruvor. Många olika skalfärger förekommer hos druvor. För druvsorter som används för vin är det vanligt att gruppera dem i gröna druvor (ibland kallade vitvinsdruvor) och blå druvor (ibland kallade rödvinsdruvor).

## Historia
Vinrankan har odlats i årtusenden i sydvästra Asien, Indien och östra Medelhavet, och tros ursprungligen komma från Medelhavet, området kring Donau och Centralasien, där den växer vild. Den planterades i södra Frankrike 500 år f.Kr. och i Tyskland mot slutet av 200 e.Kr, när Probus odlade dem på Rhens och Donaus stränder. I senare tid har odling av druvorna även utförts i Amerika, med Kalifornien som stora producenter. Australien, Sydafrika och Sydamerika har också vinodlingar.

### Etymologi
Druva är den moderna varianten av fornsvenskans drūva. Ordet kommer från det mellantyska ordet drûve, från det fornsaxiska thrûvo, från fornhögtyska t(h)rûba, varifrån det tyska "traube", klase, har kommit. Ordet betyder alltså egentligen klump eller klase, och är besläktat med det östfrisiska druv(e) i betydelsen klump, och även besläktat med lågtyska drubbel, i samma betydelse.

## Vindruvor
Vissa druvor används för framställning av vin, framför allt de från arten europeisk vinranka (Vitis vinifera), och kallas därför ofta för vindruvor. Andra druvor som mer sällan används för framställning av vin är Vitis labrusca och Vitis rotundifolia. Utöver dessa görs vin emellanåt på hybridiserade vindruvor. Smaken och doften på vinet beror på vilken druvsort som används. Saker som kan variera är socker- och syrahalt, samt smakämnen. Man kan göra vin av en druvsort, eller flera olika. Det finns många olika druvsorter. Runt tusen stycken används för framställning av vin. Länge har man inte vetat vilken druvsort som har odlats på de olika vingårdarna. Forskare har inte förrän nyligen börjat forska i druvor, och försökt identifiera och definiera de olika sorterna samt hur dessa är besläktade. År 1375 namngavs dock den första druvsorten, vilken var pinot.
Under början av 2000-talet har en inriktning mot specifika druvsorter, såsom chardonnay (vit) och cabernet sauvignon (röd), delvis på bekostnad av mer traditionella och lokala sorter som gradvis minskar. En mindre ändring har inträffat av detta, på grund av en rädsla för att alla viner skall bli likadana, och således har de lokala sorterna fött en ökning igen. Med genmodifiering försöker man förbättra egenskaperna i vinet.

### Russin
Russin, från latinets "racemus", druvklase, är druvornas mogna och torkade bär. Man använder de mest sockerrika druvsorterna vid russintillverkningen och olika sorter ger olika karaktärer. Druvorna torkas antingen i solen, och då ibland kvarsittande på vinstockarna, vilkas klasar lämnas hängande på de till hälften genomskurna skaften, eller också vid artificiell värme, varvid de fylliga druvorna skrumpnar och blir rynkiga och skrynkliga. De vanliga, mindre russinen kommer mest från Italien och södra Frankrike. Färgen på vanliga russin är ljusare eller mörkarer rödbrun. De innehåller druvsocker, fruktsocker och en ringa mängd äppelsyra samt vinsyrade salter. Russin används mycket i puddingar, fruktsoppor, vissa brödsorter samt som dessertfrukt. Russinstjälk kallas den torkade fruktställningen från vindruvan där russinen bortplockats och den användes som krydda vid inläggning av gurkor.

## Druvor och mytologi
Druvor var mytologiskt viktiga inom den grekiska mytologin, där kunskapen om dess odling troddes ha spritts av Dionysos, i den romerska mytologin Bacchus, och till hans ära firades vid skördetiden för druvorna stora religiösa fester. Inom judendomen blev druvan en symbol och inom kristendomen blev den en sinnebild för den kristna församlingen och Jesus själv. Urban I är vinodlingens skyddspatron.
| ”                     | Jag är det sanna vinträdet, och min Fader är vingårdsmannen. Var gren i mig, som icke bär frukt, den tager han bort; och var och en som bär frukt, den rensar han, för att den skall bära mer frukt. I ären redan nu rena, i kraft av det ord som jag har talat till eder. Förbliven i mig, så förbliver ock jag i eder. Såsom grenen icke kan bära frukt av sig själv, utan allenast om den förbliver i vinträdet, så kunnen I det ej heller, om I icke förbliven i mig. Jag är vinträdet, I ären grenarna. Om någon förbliver i mig, och jag i honom, så bär han mycken frukt; ty mig förutan kunnen I intet göra. | „ |
| – Johannesevangeliet. | |   |

## Klimat och odling
Vinrankan växer bäst i varmt tempererat klimat med en årlig medeltemperatur på 15 °C. För att druvorna ska mogna och utveckla sockerhalten bra behövs en varm sommar, med en medeltemperatur på över 20 °C. Vinrankan växer optimalt mellan den 27:e och 50:e breddgraden, och växer därmed i norra Frankrike, Mosel och Rhen i Tyskland, Böhmen, Ungern och så vidare. Stora delar av Afrika går det även att odla vin i, såväl som i Sydeuropa. Det behövs mycket sol för att få söta druvor, och jorden är optimalt lätt, kalkrik och stenig. Terrassering av jorden underlättar odlingen. Mellan stockarna bör avståndet vara mellan ½ och 2 meter. Vinklasarna alstras av årsskott som är utvuxna från kraftiga knoppar, och på varje skott kommer en eller två klasar. Vinrankan måste för att få många druvor beskäras. Kalla och våta somrar ger små och sura druvor. Regn skadar vinets kvalitet.